# Yuba City
Yuba City is een stad (city) in het noorden van de Amerikaanse staat Californië en de hoofdplaats van Sutter County. De stad telde in 2016 naar schatting 66.845 inwoners op een oppervlakte van 38,7 km², waarmee de oppervlakte 1727 inwoners per vierkante kilometer bedroeg.

## Geografie

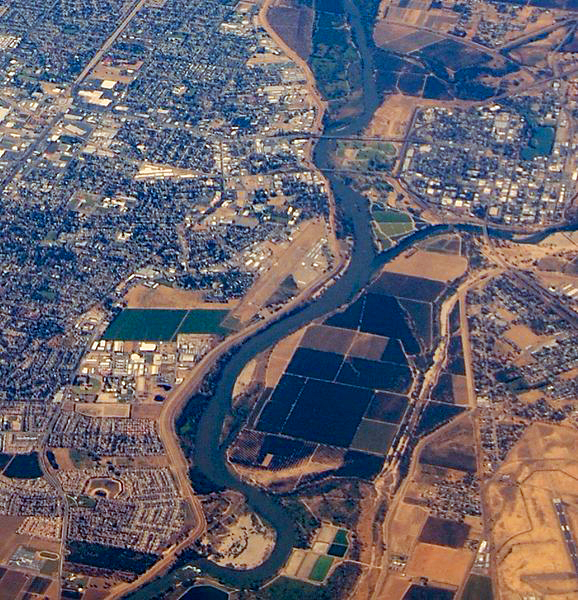
Yuba City links van de samenvloeiing van de Feather (links) en Yuba (rechts)

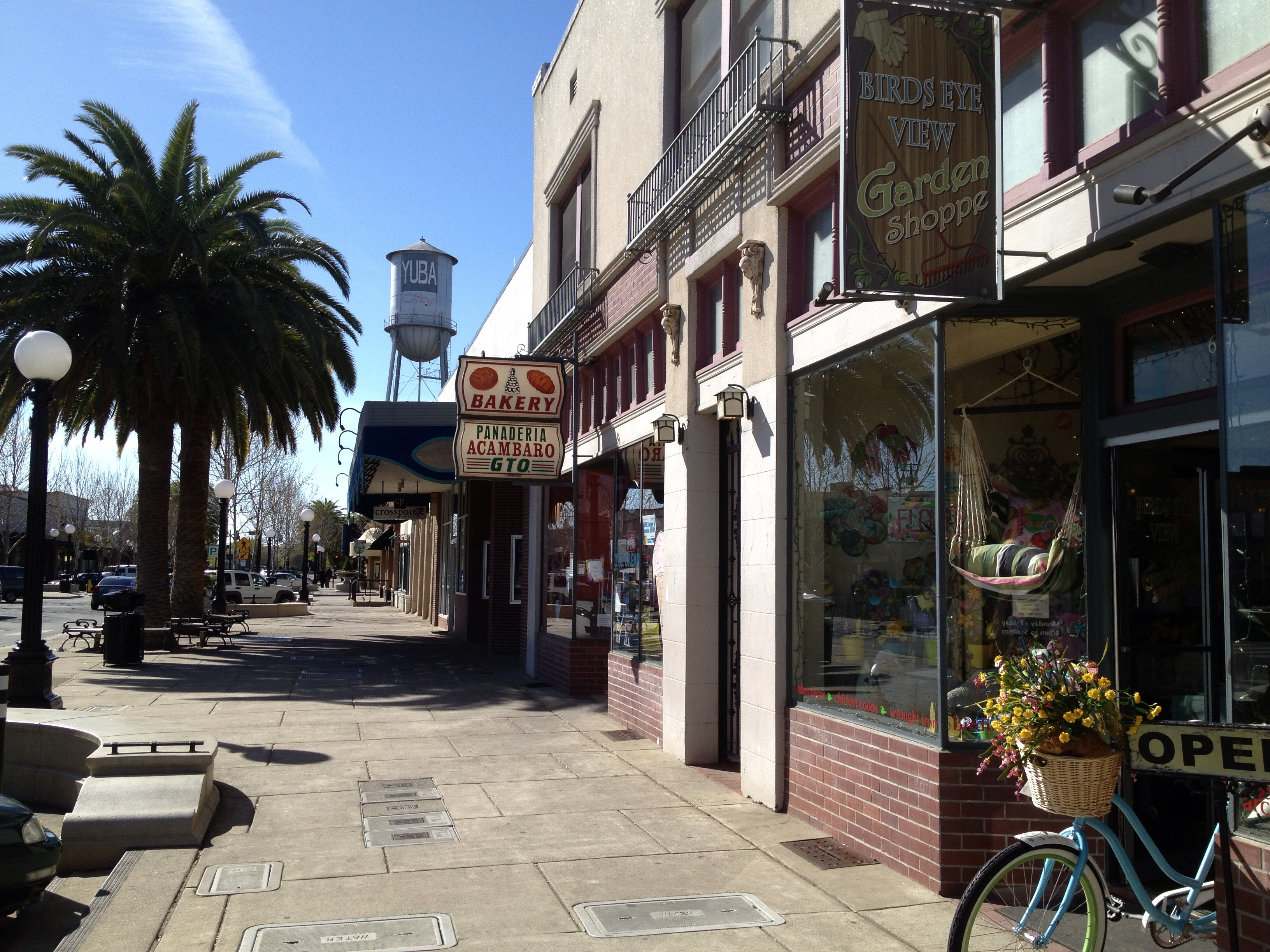
Plumas Street is de hoofdstraat van Yuba City.

### Topografie
Yuba City ligt in de door landbouw gedomineerde vlakte van de Sacramento Valley op 18 meter boven het zeeniveau. De stad ligt ten westen van de samenvloeiing van de Feather en de Yuba, zo'n 65 kilometer ten noorden van de Californische hoofdstad Sacramento. Ten oosten van de Feather liggen de plaatsen Marysville, Linda en Olivehurst (alle in Yuba County) die samen met Yuba City een agglomeratie vormen. Ten noordwesten van de stad bevinden zich het plaatsje Sutter en de Sutter Buttes, geërodeerde lavakoepels die ruim 600 meter boven het vlakke landschap uittorenen.

### Klimaat
Yuba City heeft een mediterraan klimaat met milde, natte winters en hete, droge zomers. Over het algemeen zijn januari en december de koudste en natste maanden en juli en augustus de warmste en droogste. Het regenseizoen valt van midden-oktober tot en met midden-april en in deze periode wordt de stad net als de rest van de Central Valley bedekt onder een dichte grondmist die bekend staat als tule fog.

## Demografie
Bij de volkstelling van 2010 door het United States Census Bureau telde Yuba City 64.925 inwoners, terwijl dit aantal in 2000 nog 36.758 bedroeg. Dit komt neer op een bevolkingsgroei van 77% in tien jaar tijd. De groei werd vooral veroorzaakt door de toegenomen werkgelegenheid in zowel Yuba City als Sacramento en haar voorsteden. De nieuwe werknemers vestigen zich onder andere in Yuba City vanwege de relatief gunstig huizenprijzen en de goede bereikbaarheid.
Van de bevolking in 2010 was het merendeel blank (57,6%) en daarnaast was ook een aanzienlijk deel Aziatisch (17,2%) of behorend tot een ander ras (15,1%) dan de Afro-Amerikanen (2,5%), indianen (1,4%) of mensen van eilanden in de Grote Oceaan (0,4%). Een klein deel (5,9%) rekende zichzelf tot twee of meer rassen. Het aandeel hispanics en latino's bedroeg ruim een kwart (28,4%); zij worden door het United States Census Bureau niet als apart ras gezien en kunnen tot elk van de bovengenoemde rassen behoren. De meeste hispanics zijn van Mexicaanse afkomst en vestigden zich vanaf begin 20e eeuw in de regio, terwijl de meeste Aziatisch-Amerikanen sikhs zijn die sinds 1924 vanuit de Punjab naar Yuba City zijn gekomen om in de landbouw te werken.
De mediane leeftijd lag in 2010 op 33 jaar, wat iets lager is dan in Californië (35,2 jaar) en vergelijkbaar met Sacramento (33 jaar).

## Politiek en bestuur

### Lokale overheid
De lokale overheid van Yuba City werkt volgens het council-manager-principe. De wetgevende macht is hierbij in de handen van de burgers die om de vier jaar een nieuwe city council (gemeenteraad) kiezen. De raad bestaat uit vijf leden die elk jaar een burgemeester en vice-burgemeester onder elkaar aanwijzen. Zij maken samen met uit burgers bestaande adviescommissies het beleid voor de stad. Daarnaast benoemt de raad een city manager (stadsbestuurder) bij wie de uitvoerende macht ligt. De city manager heeft als taak om het beleid van de city council uit te voeren.

### Stedenband
Yuba City heeft een stedenband met:
- Toride (Japan), sinds 1989[7]

## Transport en infrastructuur
Yuba City wordt doorsneden door twee autowegen, de State Route 20 en de SR 99. De SR 20 vormt een oost-westverbinding met onder andere Marysville en de SR 70 in het oosten en Williams en de Interstate 5 in het westen. De SR 99 verbindt Yuba City met Live Oak en Chico in het noorden en Sacramento in het zuiden.
Het openbaar vervoer wordt verzorgd door Yuba-Sutter Transit dat een aantal buslijnen in Sutter en Yuba County onderhoudt alsook een forensendienst naar Sacramento.
Net buiten de stadsgrenzen ligt Sutter County Airport, een klein vliegveld met één startbaan dat wordt gebruikt voor de algemene luchtvaart.

## Geboren
- Michael P. Moran (1944 – 2004), acteur
- Wally Herger (1945), politicus